# جريجس
جريجس قرية سورية تتبع محردة في محردة في محافظة حماة. بلغ عدد سكانها 1567 نسمة في عام 2004 حسب إحصاء المكتب المركزي للإحصاء. سكان جريجس من اصول كردية والى الان يتكلمون بلغتهم الام 

## وصلات خارجية
- الوحدات الإدارية في محافظة حماة نسخة محفوظة 18 أبريل 2019 على موقع واي باك مشين.